# Црес
 Тази статия е за острова.  За града вижте Црес (град).  
Црес (на хърватски: Cres) е хърватски остров в Адриатическо море, в северната част на Далматинските острови. Той е атрактивна дестинация за екотуризъм, тъй като на него гнездят редица големи птици и особено Белоглавият орел.

## География
Црес заедно с остров Крък се борят за титлата „най-голям хърватски остров“. Централното бюро по статистика на Хърватия дава почти еднаква площ и за двата острова - 405,78 km². Трудно е да се определи кой от двата е по-голям поради силно изрязаната брегова линия, която отгоре на всичко и постоянно променя очертанията си. Црес има дължина 66 km и ширина от 2 до 12 km и е със силно издължена форма от север на юг. Най-високата точка връх Горице (648 m), издигащ се в северната му част. Островът затваря от юг Риекския залив. На запад протока Кварнер го отделя от полуостров Истрия, на изток протока Кварнерич – от островите Крък и Раб, а на югозапад протока Осор (ширина 15 m) – от остров Лошин. Изграден е от варовици и доломити. Асновен поминък на населението са земеделие (овощни градини, лозя), риболов и туризъм.
На Црес се намира сладководното езеро Врана, което впечатлява със своите 220 милиона кубични метра водна маса. Дъното му се намира на 68 м под морското равнище. По високите скали около него гнездят защитените от закона белоглави лешояди.

## История
Според легендата на остров Црес бягат Язон и аргонавтите след като откраднали златното руно. По това време островната маса е била позната под името Абсиртиди, по името на Абсирт, брата на Медея, когото тя убива и хвърля трупа му в морето. Два от крайниците му се превръщат в островите Црес и Лошин.
Црес е бил населен още от неолита. Тук са живели илири, впоследствие островът става част от Римската империя, бил е под управлението на Хърватското кралство, под византийска власт, а след това близо осем века под властта на Венеция (1020-1797 г.). От 1809 до 1815 г. като част от т.нар Илирийски провинции е анексиран от Наполеонова Франция. Между 1815 и 1918 г. е притежание на Австрия. В периода 1918 - 1945 г. е анексиран от Италия, от 1945 до 1991 г. е част от Югославия, а от нейния разпад до днес е в границите на Хърватия.

## Население
Населението на острова е 3184 души (2001 г.) Повече от 90 % от него живее в едноименния град Црес.

## Забележителности
Сред препоръчваните за посещение обекти на остров Црес са:
- старинното селце Лубенице, построено на скала на 400 м над морското равнище, известно с провежданите летни концерти за класическа музика;
- езерото Врана, служещо като източник на питейна вода за обитателите на острова;
- селцето Валун, в което е забранено движението на автомобили и което разполага с красиво пристанище;
- Бели – едно от най-старите поселения на острова с неговия екоцентър „Caput Insulae Beli“, приютяващ местните диви животни, нуждаещи се от медицински грижи. Посещава се от около 15 000 туристи всяка година.